# N’Guigmi (departament)
N’Guigmi – departament w południowo-wschodnim Nigrze, w regionie Diffa. Zajmuje powierzchnię 133 005 km². W 2011 roku zamieszkiwany był przez 77 748 mieszkańców. Siedzibą administracyjną jest miasto N’Guigmi.

## Położenie
Departament graniczy z:
- regionem Agadez na północy,
- Czadem na wschodzie,
- departamentami Diffa i Maïné-Soroa na południu,
- regionem Zinder na zachodzie.

## Podział administracyjny
Departament tworzą 3 gminy (communes): gmina miejska N’Guigmi i 2 gminy wiejskie.
| Gmina    | Liczba mieszk. |
| -------- | -------------- |
| N’Guigmi | 42 490         |
| Kabelawa | 5 534          |
| N’Gourti | 29 724         |

## Demografia
Od 2001 roku następowały następujące zmiany liczby ludności departamentu N’Guigmi:
| Rok             | 2001   | 2010   | 2011   |
| Liczba ludności | 55 047 | 75 212 | 77 748 |

W 2011 roku mieszkańcy departamentu stanowili 15,9% ogólnej liczby mieszkańców regionu i niecałe 0,5% populacji kraju. W strukturze płci mężczyźni stanowili 51,8% (40 281), kobiety 48,2% (37 467).